# Đorđe Mićić
Đorđe Mićić, także Djordje Mićić (cyryl. Ђорђе Мићић; ur. 11 września 1983) – serbski koszykarz występujący na pozycji rzucającego obrońcy lub rozgrywającego.

## Przebieg kariery
- 2003–2004 KK Borac Čačak
- 2004–2005 Reflex Belgrad
- 2005–2006 KK Borac Čačak
- 2006–2008 FMP Železnik Belgrad
- 2008–2009 Kerawnos Nikozja
- 2009–2010 Napredak Rubin Kruševac
- 2010–2011 EWE Baskets Oldenburg
- 2011–2012 PBG Basket Poznań
- 2012–2013 PGE Turów Zgorzlec

## Statystyki podczas występów w PLK
| Sezon     | Drużyna    | M  | S5 | MPG  | FG% | 3P% | FT% | RPG | APG | SPG | BPG | PPG  |
| --------- | ---------- | -- | -- | ---- | --- | --- | --- | --- | --- | --- | --- | ---- |
| 2011/2012 | PBG Basket | 37 | 36 | 34,2 | 48% | 35% | 68% | 2,6 | 4,5 | 1,1 | 0,2 | 15,7 |